# Beaver Dam (Kentucky)
Beaver Dam és una població dels Estats Units a l'estat de Kentucky. Segons el cens del 2000 tenia 3.033 habitants.

## Demografia
Segons el cens del 2000, Beaver Dam tenia 3.033 habitants, 1.297 habitatges, i 889 famílies. La densitat de població era de 462,9 habitants/km².
Dels 1.297 habitatges en un 29% hi vivien nens de menys de 18 anys, en un 51,6% hi vivien parelles casades, en un 14% dones solteres, i en un 31,4% no eren unitats familiars. En el 29% dels habitatges hi vivien persones soles el 16,5% de les quals corresponia a persones de 65 anys o més que vivien soles. El nombre mitjà de persones vivint en cada habitatge era de 2,33 i el nombre mitjà de persones que vivien en cada família era de 2,84.
Per edats la població es repartia de la següent manera: un 23,2% tenia menys de 18 anys, un 9,3% entre 18 i 24, un 25,6% entre 25 i 44, un 24,2% de 45 a 60 i un 17,8% 65 anys o més.
L'edat mediana era de 40 anys. Per cada 100 dones de 18 o més anys hi havia 85,2 homes.
La renda mediana per habitatge era de 28.066$ i la renda mediana per família de 35.518$. Els homes tenien una renda mediana de 30.326$ mentre que les dones 17.955 $. La renda per capita de la població era de 16.575 $. Entorn del 17,6% de les famílies i el 22% de la població estaven per davall del llindar de pobresa.

## Poblacions més properes
El següent diagrama mostra les poblacions més properes.